# Straßenbahn München Baureihe R
| Straßenbahn München Baureihe R                                   | Straßenbahn München Baureihe R | Straßenbahn München Baureihe R             | Straßenbahn München Baureihe R |
| ---------------------------------------------------------------- | ------------------------------ | ------------------------------------------ | ------------------------------ |
| 2009: R-Wagen 2121 des Typs 2.2 verlässt die Haltestelle Borstei |                                |                                            |                                |
|                                                                  | R 1.1                          | R 2.2                                      | R 3.3                          |
| Nummerierung:                                                    | 2701–2703                      | 2101–2170                                  | 2201–2220                      |
| Anzahl:                                                          | 3 Wagen                        | 70 Wagen                                   | 20 Wagen                       |
| Hersteller:                                                      | MAN/AEG                        | AEG / Adtranz                              | Adtranz                        |
| Baujahr(e):                                                      | 1990–1991                      | 1994–1997                                  | 1999–2001                      |
| Ausmusterung:                                                    | 1997 und 1999                  | 2025–                                      | –                              |
| Spurweite:                                                       | 1435 mm                        | 1435 mm                                    | 1435 mm                        |
| Länge:                                                           | 26.800 mm                      | 26.800 mm                                  | 36.580 mm                      |
| Breite:                                                          | 2.300 mm                       | 2.300 mm                                   | 2.300 mm                       |
| Leergewicht:                                                     | 29,4 t                         | 30,7 t                                     | 40,8 t                         |
| Achsfolge:                                                       | (1A)+(A1)+(A1)                 | (1A)+(1A)+(A1)                             | (1A)+(A1)+(1A)+(A1)            |
| Leistung:                                                        | 3×85 kW                        | 3×120 kW                                   | 4×120 kW                       |
| Fahrmotoren:                                                     | 3                              | 3                                          | 4                              |
| Stromübertragung:                                                | Oberleitung                    | Oberleitung                                | Oberleitung                    |
| Sitzplätze:                                                      | 64                             | 60 ab 1998: 59; ab 2001: 57; in R 2.2b: 55 | 67                             |
| Stehplätze:                                                      | 102                            | 97 ab 1998: 99; in R 2.2b: 109             | 151                            |

Als Baureihe R wird die 14. Generation der Straßenbahn-Triebwagen der Straßenbahn München bezeichnet. Die R-Wagen sind Einrichtungsfahrzeuge und die ersten Niederflurstraßenbahnen der Stadtwerke München (SWM) und der späteren Münchner Verkehrsgesellschaft (MVG).
Nachdem die SWM beschlossen hatte, für die Straßenbahn Niederflurwagen anzuschaffen, lieferte MAN/AEG 1990/91 die ersten drei dreiteiligen Prototypen der Baureihe R 1.1. Da sich die Züge bewährten, wurde 1992 der Kauf einer Serie von 70 Niederflurwagen der Bauart GT6N des als R 2.2 bezeichneten Typs beschlossen. Die bei AEG gebauten Triebwagen wurden von 1994 bis 1997 ausgeliefert. Die 26,8 Meter langen Fahrzeuge sind für 157 Fahrgäste ausgelegt. Sie verfügen über drei Fahrmotoren mit einer Leistung von je 120 Kilowatt. Um ein höheres Platzangebot auf einigen Linien bieten zu können, bestellte die SWM 1996 eine weitere Serie von 20 vierteiligen um zehn Meter längere Niederflurwagen der Bauart GT8N2. Diese wurden als Baureihe R 3.3 bezeichnet und von 1999 bis 2001 ausgeliefert. Sie sind 36,58 Meter lang und bieten 218 Fahrgästen Platz. Die Fahrzeuge haben vier Fahrmotoren mit einer Leistung von je 120 Kilowatt. Bis auf die R-1.1-Prototypen, zwei verunfallte R 2.2 und einen R 3.3 sind alle Fahrzeuge des Typs R bis heute (Stand: 2020) in München im Einsatz. Die drei Prototypen wurden 1997 abgestellt und verkehrten ab 1999, beziehungsweise ab 2001 bei der Straßenbahn Norrköping in Schweden. Seit 2015 sind in Nörrköping alle Wagen abgestellt.
55 Fahrzeuge des Typs R 2.2 wurden von 2009 bis 2016 modernisiert, dabei erhielten sie auch ein neues Farbdesign. Der Fahrgastraum wurde neu gestaltet und die elektrische Ausstattung modernisiert. Die modernisierten Fahrzeuge werden als Typ R 2.2b bezeichnet.

## Typ R 1.1

### Geschichte
Am 16. Juli 1985 beschloss der Münchner Stadtrat, zwei Straßenbahntriebwagen des Zweirichtungs-Stadtbahntypen N der Nürnberger Verkehrsbetriebe für drei Monate auszuleihen. Der von DUEWAG entwickelte Triebwagen erwies sich allerdings mit nur 100 Plätzen als zu klein. Die SWM setzte die Fahrzeuge von Oktober bis Dezember 1985 auf den Linien 18 und 27 ein, die Triebwagen wurden wegen des höheren Komforts von der Bevölkerung gut angenommen. Aufgrund der veralteten Technik und der geringen Kapazität wurde der Plan zum Kauf einer Serie von DUEWAG wieder verworfen. Der Münchner Stadtrat beschloss am 9. Juli 1986 einstimmig, die Straßenbahn weiterhin als öffentliches Verkehrsmittel zu erhalten. Es wurde in Frage gestellt, ob es sich lohne, den Straßenbahnbetrieb neben der U-Bahn beizubehalten. In den folgenden Jahren wurde der Mangel an modernen Fahrzeugen deutlich. Im Herbst 1986 plante die SWM, die Hochflurfahrzeuge des Typs P um ein Niederflurmittelteil zu erweitern. Diesen Plan zog die SWM kurz darauf wieder zurück, da der Niederfluranteil nur 10 Prozent betragen hätte. Im Januar 1987 schrieb die Stadt München den Bau von Fahrzeugen für die Münchner Straßenbahn offiziell aus. Die Niederflurzüge sollten mit einer Länge von 26 Metern und einer Breite von 2,3 Metern eine höhere Kapazität aufweisen. Die Ausschreibung verlief jedoch erfolglos, weshalb am 12. Januar 1988 die Entwicklung eines neuen Straßenbahntyps beschlossen wurde. Am 5. Juli 1988 wurde der Bau von drei Prototypen von MAN nach dem Vorbild des Bremer Straßenbahntyps GT8N beschlossen. Die Kosten eines Zuges beliefen sich auf 4,6 Millionen Euro. Am 29. November 1990 traf der Triebwagen 2701 im Betriebshof Steinhausen ein. Am 7. Dezember 1990 wurde er der Öffentlichkeit und der Presse präsentiert. Der zweite Prototyp mit der Wagennummer 2702 wurde im März 1991 ausgeliefert. Im Juli 1991 folgte der letzte Triebwagen 2703, der zuvor in der Fußgängerzone Bambergs ausgestellt gewesen war, um dort für den Bau eines Straßenbahnnetzes zu werben.
Die Prototypen kamen während ihrer gesamten Einsatzzeit meist auf der Linie 19 zum Einsatz. Vom 12. Januar bis zum 27. Juni 1994 wurde der Triebwagen 2703 an die Nürnberger Verkehrsbetriebe ausgeliehen. Dort war geplant, Triebwagen derselben Bauart einzusetzen. Der Triebwagen sollte seine Tauglichkeit zum Einsatz auf dem Nürnberger Straßenbahnnetz in diesem Zeitraum unter Beweis stellen. Ein Jahr später, am 28. November 1995 wurde der Triebwagen 2701 wegen Getriebeschadens abgestellt. Die SWM ließ den Triebwagen vom 10. Oktober 1995 bis zum 18. Dezember 1996 umbauen, man erneuerte den Fußboden und das verrostete Radlager. Den Führerstand baute man ebenfalls um und gestaltete ihn ähnlich wie die der Serienwagen des Typs R 2.2. Anfang 1997 verhandelte die SWM über die Rückkauf der Triebwagen zum Herstellerwerk. Sie einigte sich auf den Betrag von 9,6 Millionen D-Mark für den Rückkauf der Triebfahrzeuge. Wegen der hohen Störungsanfälligkeit wurden am 2. März 1997 auch die Prototypen 2702 und 2703 ausgemustert.
Am 6. Mai 1997 wurde der Triebwagen 2703 nach Nürnberg abtransportiert. Die Prototypen 2701 und 2702 verblieben vorerst in München, die Stadt Norrköping zeigte aber für ihr Straßenbahnnetz Interesse an den Fahrzeugen. Am 12. April 1999 gelangten die Triebwagen 2701 und 2702 von München nach Bremen, wo sie wieder aufgearbeitet und per Schiff weiter nach Norrköping transportiert wurden. Erst im Juli 2001 wurde der sich damals in Nürnberg befindliche Triebwagen 2703 dorthin abgegeben. Die Prototypen 2701, 2702 und 2703 waren in Schweden als Typ M98 unter den Wagennummern 22, 23 und 24 im Einsatz. Die drei Wagen wurden von Februar bis Juni 2012 durch die Fahrzeugwerke Miraustraße modernisiert. Der Prototyp 2703 (M98 24) wurde 2012 abgestellt und diente fortan als Ersatzteilspender. 2015 wurden die beiden verbliebenen Wagen M98 22 und 23 abgestellt.

### Technik
Die Wagenkästen wurden in einer selbsttragenden Stahlleichtbauweise ausgeführt. Die Fahrgestelle waren mit Plastikverschalungen abgedeckt. Die Triebwagen 2701 und 2702 besaßen eine elektronische Ausstattung von Siemens. Die elektronische Ausstattung des Triebwagen 2703 kam von AEG, wobei der Triebwagen als einziger der Prototypen einen elektrischen Hublift besaß. Die Wagen waren mit je drei Drehstrom-Asynchron-Motoren mit einer Leistung von 85 Kilowatt ausgestattet. Die Kraft wurde über eine Kardanwelle übertragen. Ein Triebwagen war 26.800 Millimeter lang und 2.300 Millimeter breit. Das Leergewicht betrug 29,4 Tonnen, es standen 64 Sitzplätze und 102 Stehplätze zur Verfügung. Ein Triebwagen besaß drei Fahrgestelle und die Achsformel (1A)+(A1)+(A1). Der Radreifendurchmesser betrug 680 Millimeter, die Sitze wurden teilweise auf den abgedeckten Radkästen angebracht, da diese in den Innenraum hineinragten. Die Fußbodenhöhe betrug 350 Millimeter, die Einstiegshöhe 300 Millimeter. Der Einstieg war über vier Drehschwenktüren möglich. Als Zugzielanzeiger waren vorne und hinten Rollbandanzeigen montiert, im Fahrzeuginnenraum informierten LCD-Anzeigen über die Liniennummer und die nächste Haltestelle. Die Antriebsausrüstung wurde von einem 16-bit-Rechner gesteuert. Die Steuerung der Leistung sowie die Heizung und die Belüftung befanden sich auf dem Dach. Der 16-bit-Rechner und die restliche Elektronik wurden verteilt im Innenraum des Fahrzeugs untergebracht.

## Typ R 2.2

### Geschichte

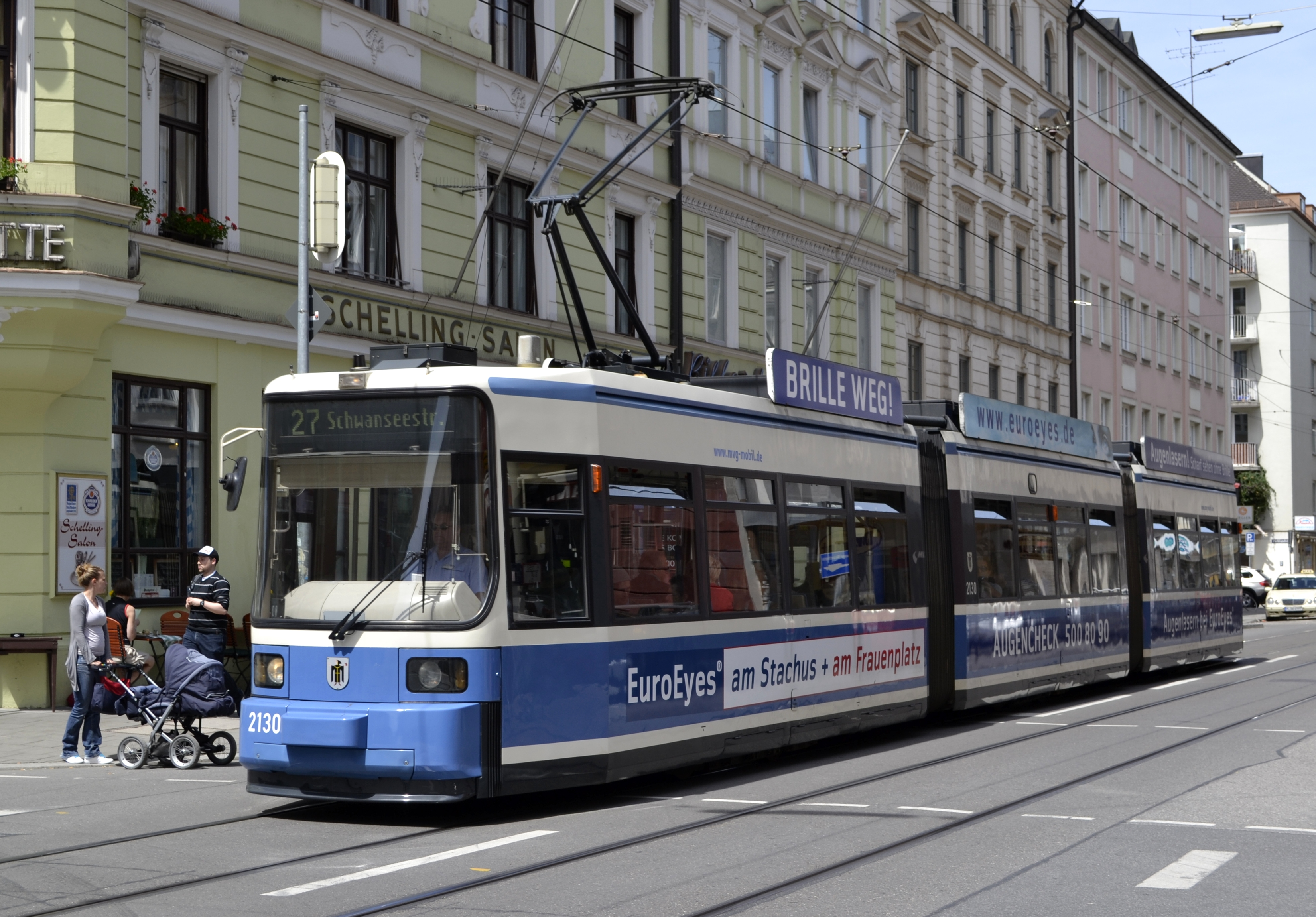
Straßenbahntriebwagen 2130 des Typs R 2.2 als Linie 27 in Richtung Schwanseestraße

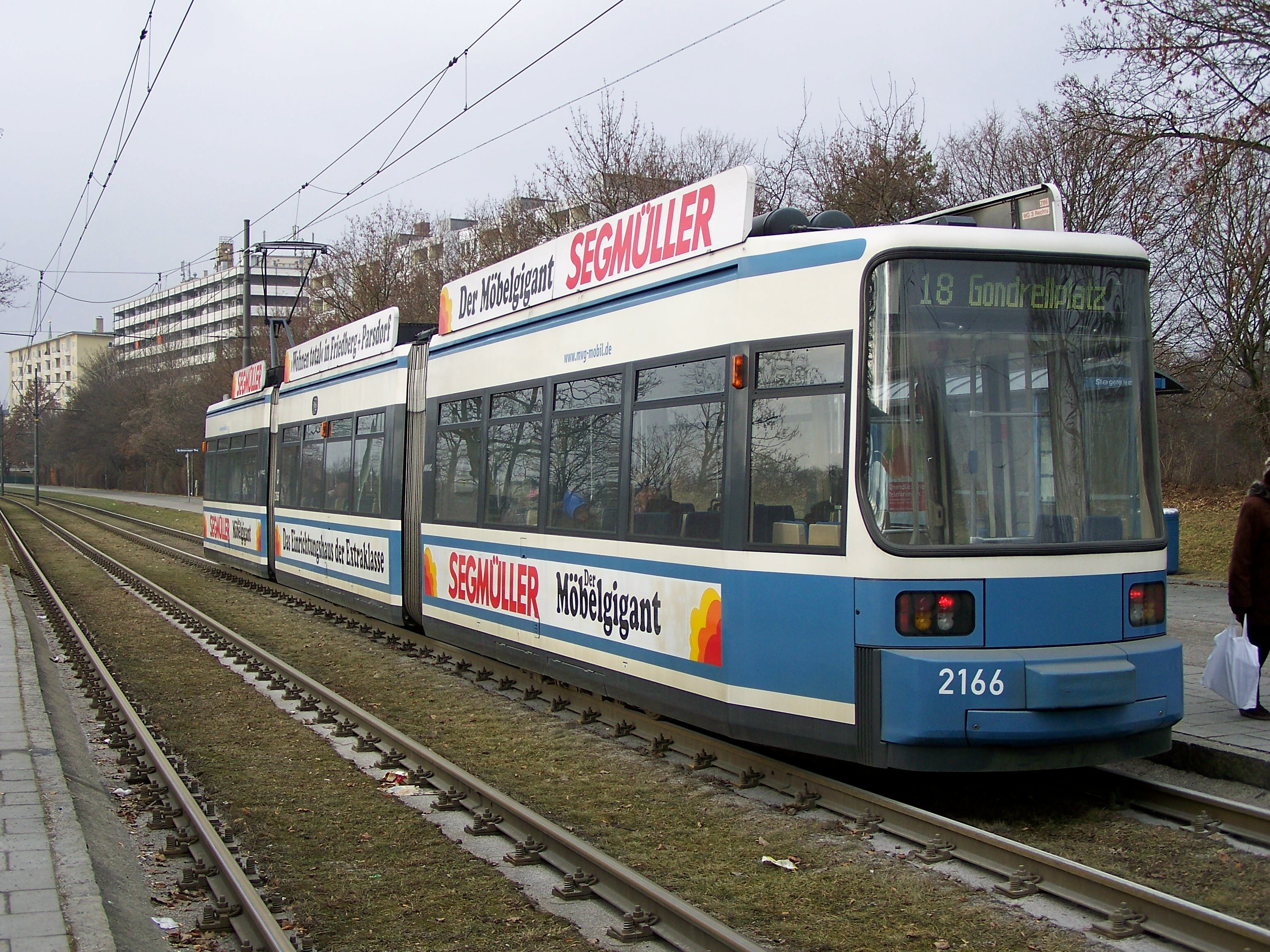
Heck des R-Straßenbahnwagens 2166 am Stegener Weg

Nachdem die Tauglichkeit der Prototypen des Typs R 1.1 als Ablösung der Baureihe M nachgewiesen war, bestellte die Stadt München diese Bauart in Serie. Es entstanden siebzig Niederflurtriebwagen der Bauart GT6N, die insgesamt 230 Millionen D-Mark kosteten. Der Preis eines einzelnen Fahrzeugs betrug also etwa 3,3 Millionen D-Mark. Am 10. Oktober 1994 erreichte der erste Triebwagen 2101 den Betriebshof Steinhausen, am 11. Oktober 1994 wurde er der Öffentlichkeit und der Presse vorgestellt.
Die ersten Triebwagen wurde auf der Straßenbahnlinie 20 nach Moosach, ab dem 26. März 1995 auch auf der Linie 18 vom Gondrellplatz zum Effnerplatz, eingesetzt. Im Juni 1995 entgleisten in einer Kurve am Maxmonument zwei Straßenbahnzüge, daraufhin wurden die Niederflurbahnen auf der Linie 21 vom Karlsplatz zum Westfriedhof statt auf der Linie 18 eingesetzt. Seit Ende September 1995 verkehren die Straßenbahnzüge auch auf der Linie 25 vom Max-Weber-Platz nach Grünwald bzw. Großhesselohe und seit Oktober 1995 auch auf der Linie 27 vom Petuelring zur Schwanseestraße. Mit der Auslieferung des 35. Triebwagens mit der Fahrzeugnummer 2135 wurden alle Fahrzeuge mit einem fliederfarbenen Boden ausgestattet. Der alte beigefarbene Boden hatte sich als zu schmutzanfällig erwiesen. Seit 1996 werden die R-Wagen auch auf der Linie 17 von Amalienburgstraße zum Effnerplatz und auf der Linie 19 von der Sankt-Veit-Straße zum Pasinger Marienplatz (heute bis Bahnhof Pasing) eingesetzt. Ab dem darauffolgenden Jahr verkehren sie auf allen Münchner Straßenbahnlinien. Am 13. Juni 1997 lieferte AEG den letzten Triebwagen 2170 aus. Die neu gebauten Fahrzeuge ersetzten ältere Fahrzeuge des Typs M/m aus den 1950er und 60er Jahren.
Die Kapazität der R 2.2-Wagen erwies sich vor allem in den Hauptverkehrszeiten als ungenügend. Da sie nur vier Türen hatten, waren oft längere Aufenthaltszeiten an wichtigen Stationen nötig. Deshalb zog die (MVG), die 2001 aus der SWM hervorging, 2008 in Erwägung, einen Teil der Serie R 2.2 um einen vierten Wagenteil verlängern zu lassen. Diese Möglichkeit wurde jedoch am 2. September 2008 offiziell verworfen, stattdessen wurden nun zur Kapazitätserweiterung der Münchner Straßenbahn zehn zusätzliche Variobahnen der Baureihe S bestellt. Der R-2.2-Wagen 2122 wurde nach einem Unfall am 17. Januar 2003 in Grünwald und der R-2.2-Wagen 2141 nach einem Unfall an der Westendstraße am 14. März 2006 ausgemustert.
1998 verkaufte die Stadt München die Nutzungsrechte der R 2.2-Wagen nach dem Cross-Border-Leasing-System an eine amerikanische Investorengruppe. Die Nutzungsrechte kauft die MVG seit 1998 innerhalb von 23 Jahren in monatlichen Raten wieder zurück.

### Technik

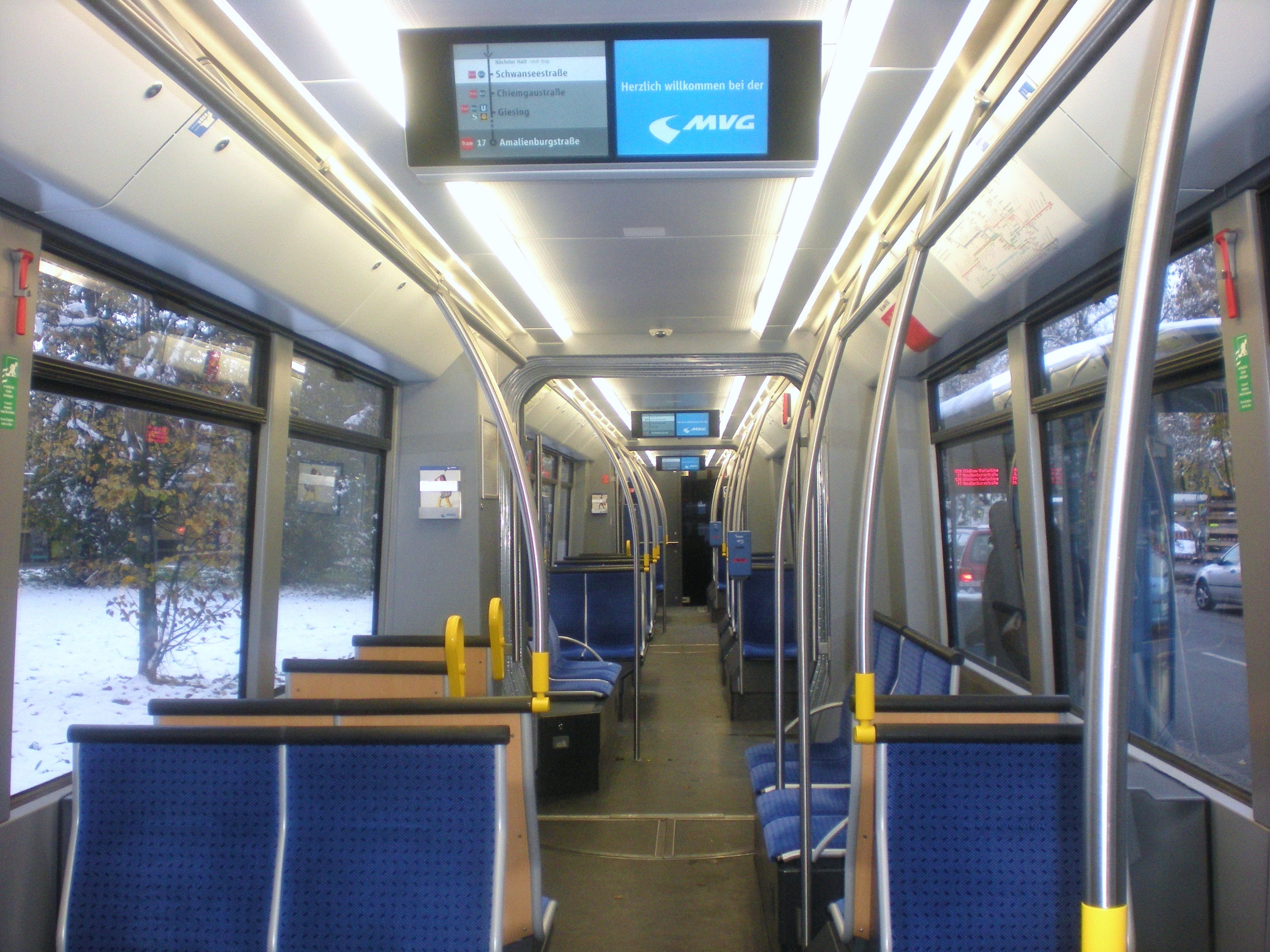
Innenraum eines modernisierten R 2.2

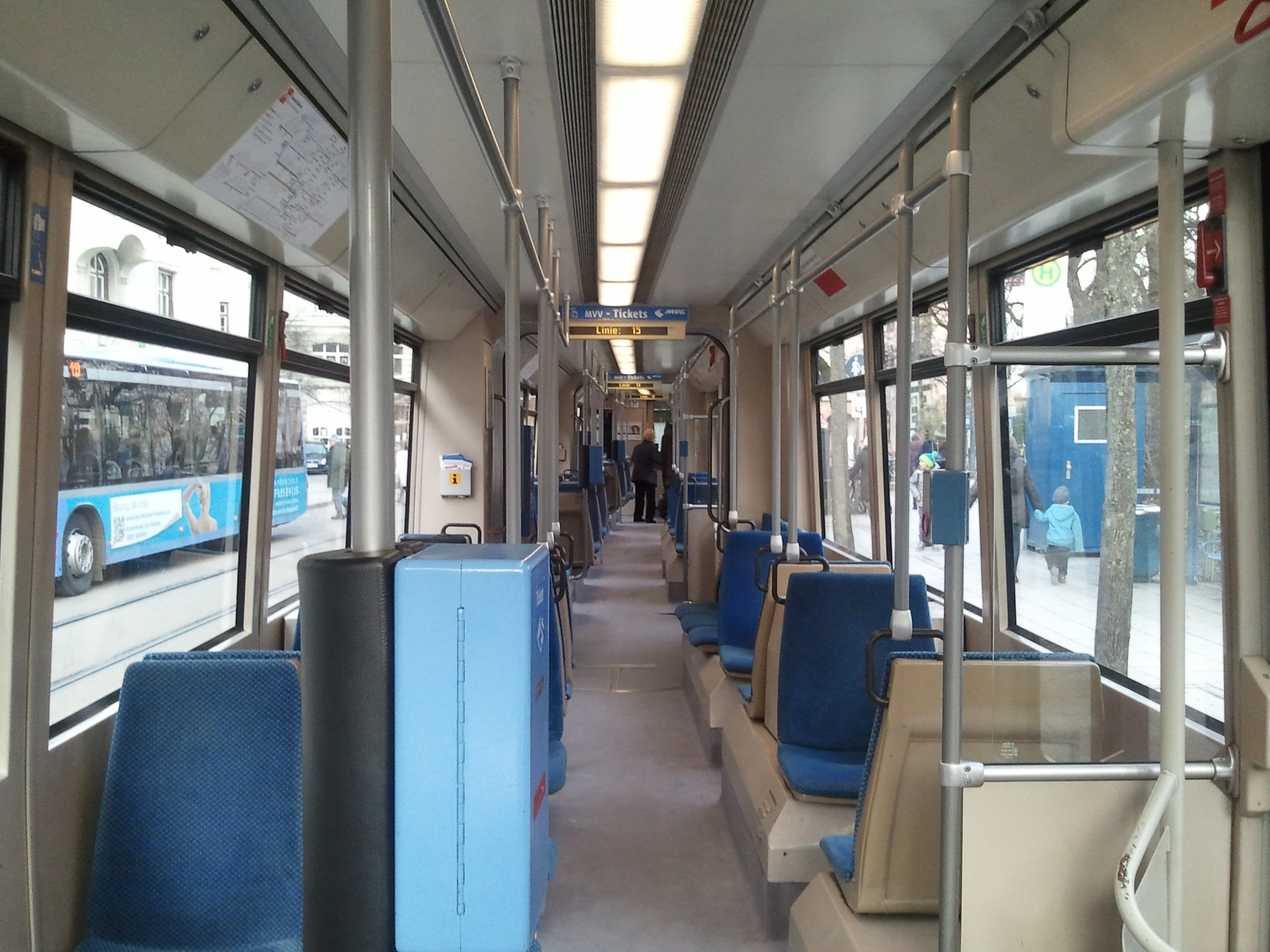
Innenraum eines nicht modernisierten R 2.2

Die Front- und Heckpartien wurden bei den R 2.2-Wagen neu gestaltet. Dabei orientierte man sich an der Form der Berliner Niederflurwagen. Die Fahrzeuge erhielten statt der Rollbandanzeigen bei den Prototypen 2701 und 2702 Matrixanzeigen. Von Fahrgästen wird jedoch kritisiert, dass diese unter Sonneneinstrahlung teilweise schlecht lesbar sind. Im Innenraum informieren LCD-Anzeigen und automatische Ansagen über die nächste Haltestelle. Das Wageninnere bot ursprünglich Platz für 157 Fahrgäste, für die 60 Sitz- und 97 Stehplätze vorhanden waren. Seit der Fahrkartenverkauf beim Fahrer 1998 eingestellt worden war, ist im Fahrzeug ein zweiter Fahrkartenautomat untergebracht. Dafür entfiel ein Sitzplatz. Ab dem Jahr 2001 wurden weitere zwei Sitzplätze gestrichen, um mehr Platz für Kinderwagen zu schaffen, sodass heute nur noch 57 Sitzplätze vorhanden sind. An der ersten Türe wurden eine Hebebühne und gegenüber Klappsitze für Kinderwagen und Behinderte eingebaut. Die Bedienelemente im Führerstand wurden neu angeordnet, der Außenspiegel ist nun im Gegensatz zu den R 1.1-Prototypen von innen verstellbar. Die Drehstrom-Asynchron-Motoren der R 1.1-Wagen wurden beibehalten, die Motorleistung wurde auf 3×120 Kilowatt erhöht. Die Höchstgeschwindigkeit beträgt 65 Kilometer pro Stunde. Die geänderte Achsanordnung (1A)+(1A)+(A1) ermöglicht nach Änderung des Fahrgestellausschlags um ein Grad ein schnelleres Fahren in engen Kurven. Diese Änderung verhindert ein Entgleisen in engen Bogenradien. Mit einem 32-Bit-Rechner wird das Antriebssystem gesteuert. Dieses wird von vier Informationssystemen unterstützt. Das Bordinformationssystem dient der Übertragung von Streckendaten zu Entwertern, Fahrkartenautomaten, Zugziel- und Haltestellenanzeigern. Das Infrarot-Informationssystem sendet Daten zu anderen Fahrzeugen auf der Strecke. Die Elektroakustikanlage dient den Durchsagen im Fahrzeug, die induktive Meldungsübertragung steuert den Fahrweg für das jeweilige Fahrzeug. Der Einstieg ist über vier Türen möglich, davon zwei im ersten Wagenteil und jeweils eine im zweiten und dritten Wagenteil. Das Leergewicht beträgt 30,7 Tonnen. Die Fahrzeuge sind wie die R-1.1-Prototypen 26.800 Millimeter lang und 2.300 Millimeter breit.
Die Last des Fahrzeugs wird von zwölf Einzelrädern, die sich an drei Fahrgestellen befinden, getragen. Die Fahrgestelle sind asymmetrisch; der Auflagepunkt befindet sich näher an dem angetriebenen Radsatz, der damit mehr Radsatzlast erhält. Die angetriebenen Räder sind nach dem Prinzip einer umgedrehten Portalachse verbunden, so dass der Lauf einer starren Achse entspricht.

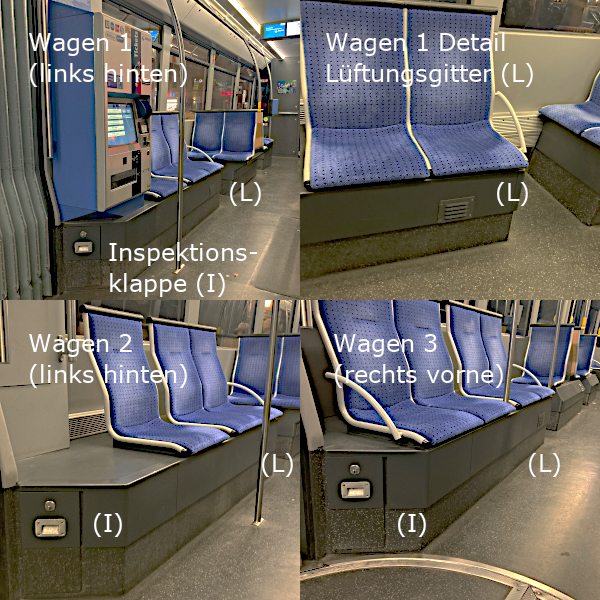
Innenraum, Motor-Kästen

Der Motor befindet sich jeweils in Fahrtrichtung liegend in der Nähe des angetriebenen Radsatzes, treibt die Achswelle über eine Kardanwelle an. Die Motorkästen sind deutlich erkennbar an Inspektionsklappen und Lüftungsgittern, darüber befinden sich Längs-Sitze. Der Laufradsatz dient der Lenkung des Fahrgestells, ist ungebremst und zeigt beim vorderen und mittleren Wagenteil nach vorne, beim hinteren nach hinten. Als Betriebsbremse dient die elektrische Bremse in Kombination mit der Federspeicherbremse, als Notbremse die Magnetschienenbremse.

### Umbau („Redesign“)

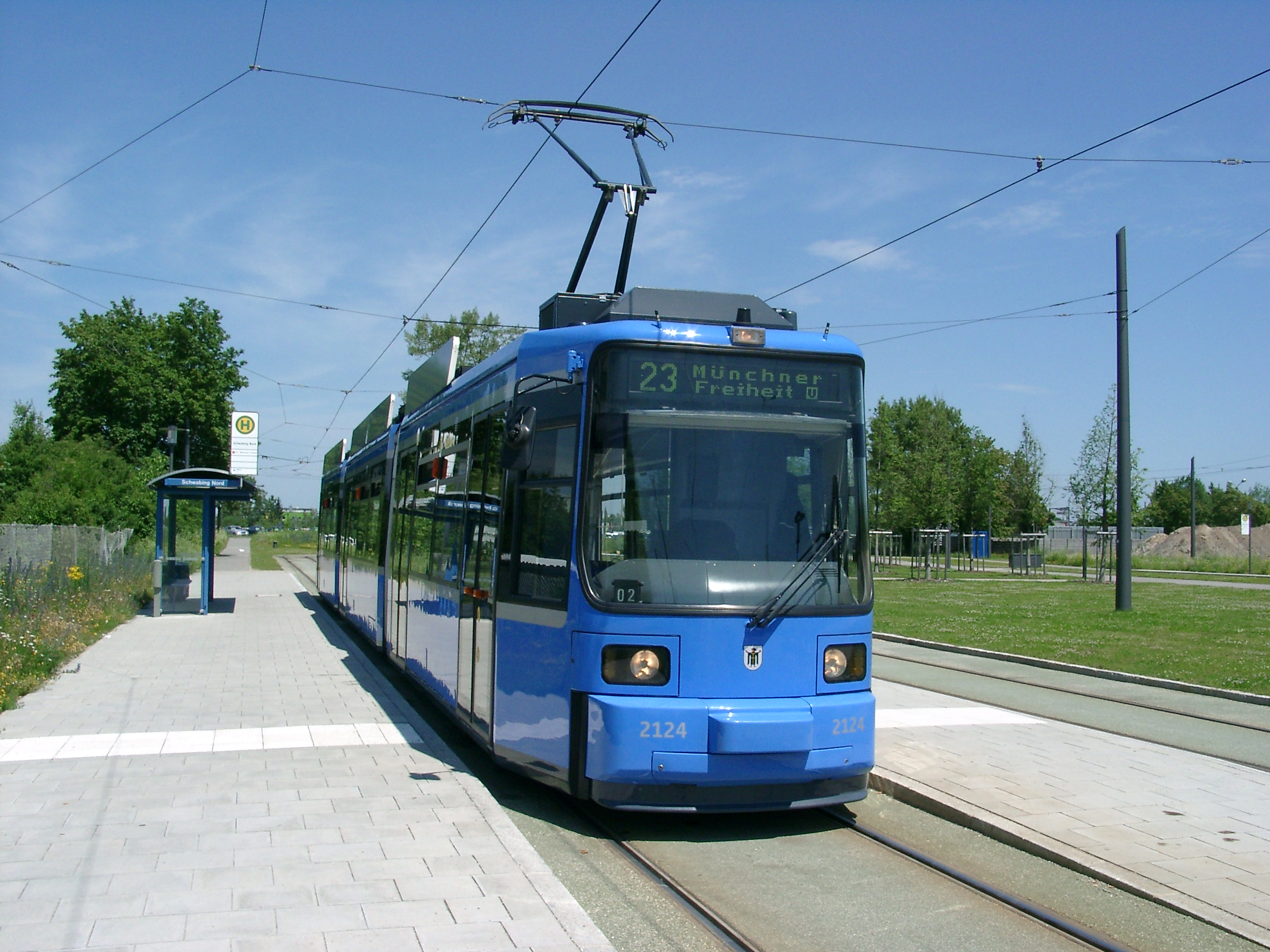
Umgebauter R-Wagen 2124 als Linie 23 zur Münchner Freiheit in Schwabing Nord

Am 13. Oktober 2009 beauftragte die MVG die IFTEC, ein Tochterunternehmen der Leipziger Verkehrsbetriebe (LVB), 50 Fahrzeuge des Typs R 2.2 zu modernisieren. An der Modernisierung (von der MVG mit dem Arbeitstitel „Redesign“ bezeichnet) der Fahrzeuge ist auch Vossloh Kiepe beteiligt. Die Endmontage wird bei Vossloh Kiepe durchgeführt. Außerdem stammen die Klimaanlagen und die Türen von Vossloh Kiepe. Der Anlass für das Redesign war die veraltete Technik in den Zügen und der geplante Einsatz für weitere 15 bis 20 Jahre. Der bisherige Fußboden wird durch einen dunkleren Boden aus Kunststoff ersetzt. Die Seitenverkleidungen im Innenraum und die Haltestangen werden durch in den Kopfbereich zur Seitenwand hin gebogene Haltestangen aus Edelstahl ausgetauscht. Die Fahrzeuge erhalten insgesamt zwölf Doppelmonitore für die Fahrgastinformation. Ein Monitor zeigt den Linienverlauf oder an den Endstationen die Abfahrtszeit in Minuten an, der andere Monitor zeigt das als „Münchner Fenster“ bezeichnete Fahrgastfernsehen. Gezeigt werden unter anderem Magazinbeiträge, regionale und überregionale Nachrichtenbeiträge und bis zu 20 % Werbung. Zusätzlich werden sieben Videokameras zur Fahrgastüberwachung und eine Klimaanlage für die Fahrerkabine eingebaut. Die Fahrerkabine wird komplett vom Fahrgastbereich abgeschirmt. Die Außenschwingtüren werden durch Schwenkschiebetüren ersetzt, um den Einstiegsbereich geräumiger zu machen. Durch die geänderte Anordnung sinkt die Anzahl der Sitzplätze auf 55. Die Anzahl der Stehplätze kann auf 109 erhöht werden. Außerdem wird die elektronische Ausrüstung modernisiert. Das im Jahr 2003 bei der Auslieferung der R-3.3-Züge eingeführte Farbschema Blau und Weißaluminium wird auch für die modernisierten Fahrzeuge übernommen. Die Fensterbänder – die Fensterreihe – erhalten eine schwarze Farbgebung. Die Kosten für den Umbau belaufen sich auf rund 16 Millionen Euro.
Nachdem die Anfang 2011 modernisierten drei R-2.2-Wagen von der Technischen Aufsichtsbehörde Oberbayern aufgrund von fehlendem Nachweis der technischen Sicherheitsanforderungen keine Zulassung erhielten, wurde das Umbauprogramm gestoppt, sodass der eigentliche Fertigstellungstermin Ende 2011 nicht mehr eingehalten werden konnte. Seit dem 23. Mai 2011 durften die modernisierten Fahrzeuge mit einer vorläufigen Zulassung wieder eingesetzt werden, sodass auch das Modernisierungsprogramm wieder aufgenommen wurde. Die modernisierten Fahrzeuge werden als Baureihe R 2.2b bezeichnet, bis Februar 2013 waren 25 Fahrzeuge modernisiert. Mit dem ersten Fahrgasteinsatz des 50. Redesign-Wagens (Nr. 2167) am 26. Januar 2014 waren die Wagen 2118–2169 modernisiert und das Modernisierungsprogramm wurde vorerst abgeschlossen. Mittlerweile hat die MVG ein Redesign fünf weiterer Bahnen bei IFTEC in Auftrag gegeben, die bis Ende 2016 modernisiert werden sollen, sodass dann insgesamt 55 Wagen ein Redesign erhalten sollen. Von 2015 bis 2016 wurden die Wagen 2114 bis 2117 und 2170 modernisiert, Wagen 2117 wurde als letzter der Wagen Mitte September wieder in Betrieb gestellt.

## Typ R 3.3

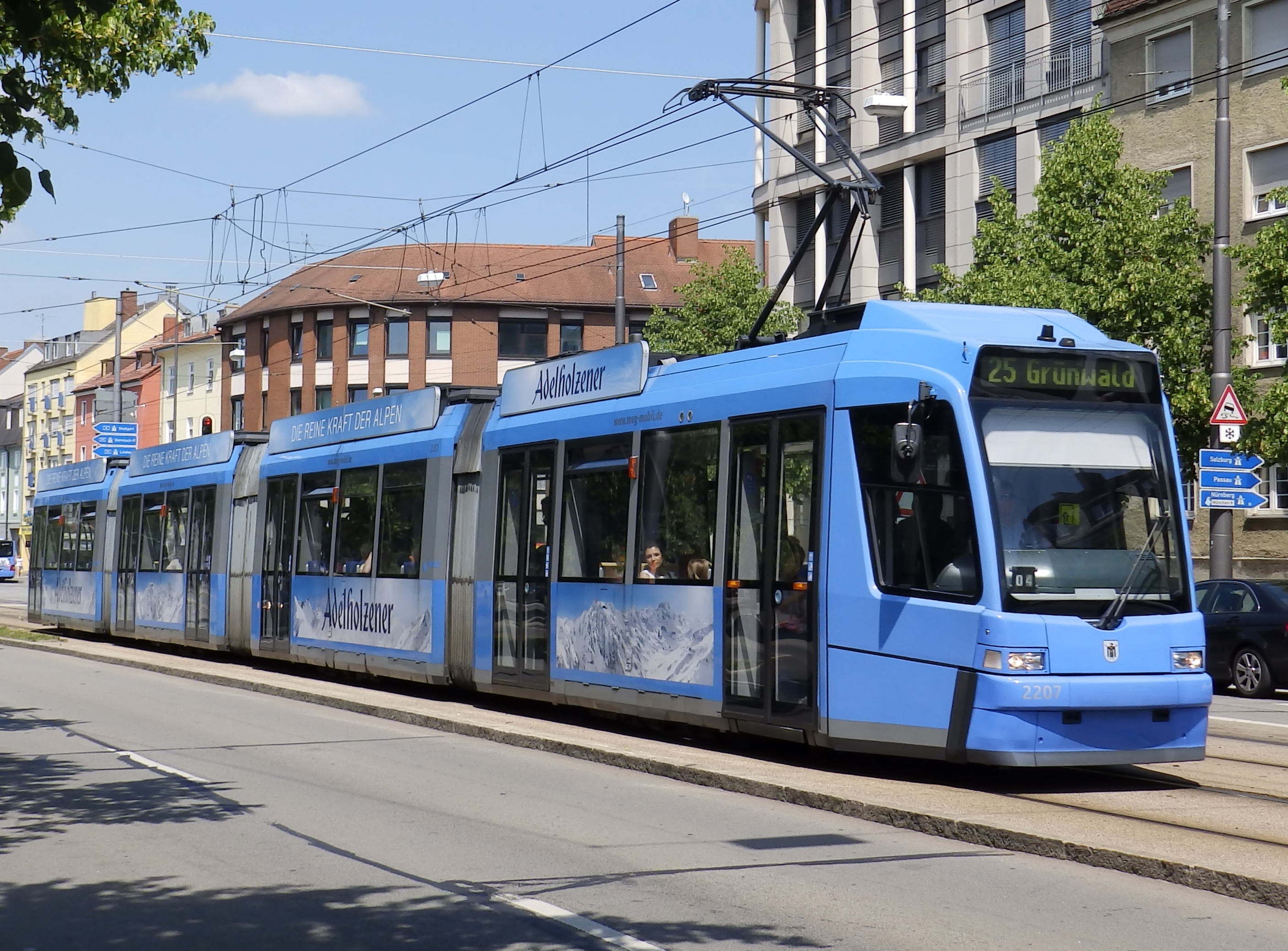
R 3.3 2207 als Linie 25 nach Grünwald

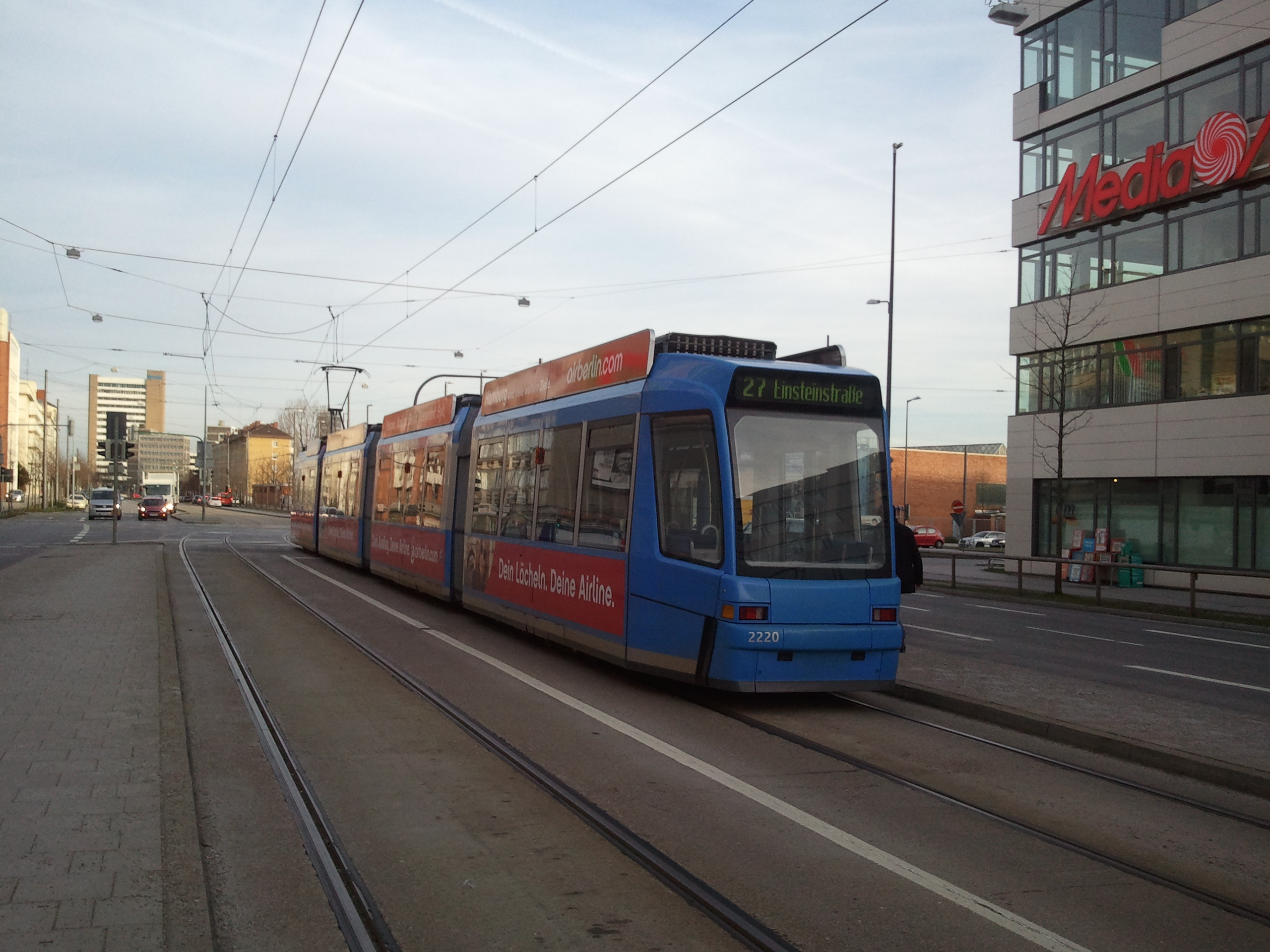
Heck des R 3.3 2220 als Linie 27 zur Einsteinstraße

### Geschichte
Schon während der Auslieferung der R-2.2.-Wagen stellten die SWM fest, dass die Kapazität auf den Linien 20 und 21 im Berufsverkehr nicht ausreicht und ein engerer Takt auf der schon im 3,5-Minuten-Takt bedienten Strecke nicht mehr möglich ist. Deshalb bestellten die SWM am 13. Februar 1996 insgesamt 17 vierteilige Straßenbahnfahrzeuge der Bauart GT8N2. Nach der Auslieferung der R 2.2 setzten die SWM in den Hauptverkehrszeiten auf den Linien 20 und 21 weiterhin P-Wagen-Züge ein, da diese eine höhere Kapazität aufwiesen. Die neuen vierteiligen Straßenbahnwagen, die als Baureihe R 3.3 bezeichnet wurden und im technischen Teil baugleich zu den R-2.2-Wagen waren, sollten die P-Wagen-Züge ersetzen. Als Alternative zu den R 3.3-Wagen wurde eine Erweiterung der R-2.2-Wagen um einen vierten Wagenteil angesprochen, diese war nicht möglich, da die Gelenke für die engen Kurven im Münchner Straßenbahnnetz zu kurz waren.
Den Nürnberger Straßenbahnwagen GT6N mit der Fahrzeugnummer 1010 ließ man bei Adtranz in Nürnberg vom 4. März bis 16. Juli 1997 zum vierteiligen Prototypen des GT8N2 genannten neuen Fahrzeuges umbauen. Die Fahrzeuge erhielten hierzu vor dem neuen Wagenteil, welcher sich nach dem zweiten Wagenteil befand, ein neues Doppelgelenk. Als die R-1.1-Prototypen an den Hersteller zurückgegeben wurden, stockte man die Bestellung um drei Fahrzeuge auf zwanzig auf. Das Nürnberger Versuchsfahrzeug kam für wenige Wochen nach München, wurde allerdings nicht im Fahrgastbetrieb eingesetzt. Die Auslieferung der Fahrzeuge verzögerte sich aufgrund der Aufgabe des Adtranz-Werkes in Nürnberg. Am 10. Dezember 1999 wurde der erste R 3.3 ausgeliefert und am 13. Dezember der Presse vorgestellt. Die Auslieferung der übrigen Wagen war am 25. September 2001 abgeschlossen.

### Technik
Der Aufbau der Wagenkasten der R-3.3-Wagen ist im Gegensatz zu der Stahlleichtbauweise des R 2.2 aus Aluminium, um das Fahrzeug leichter zu machen. Die Front- und Heckteile entstanden aus Kunststoff, im Falle eines Unfalls ist der Austausch so einfacher als beim R 2.2 möglich. Mithilfe eines neu entwickelten Doppelgelenks kann man die vierteilige 36.580 Millimeter langen R-3.3-Wagen auch auf den S-Kurven einsetzen. Dieses erhielt im Gegensatz zu den R-2.2-Wagen eine Kupplung. Das Fahrzeug verfügt über sechs Türen, 67 Sitz- und 151 Stehplätze. Der Sitzabstand konnte durch den um 150 Millimeter verlängerten Radabstand im Fahrgestell um 125 Millimeter verbreitert werden. Außerdem wurden die Fenster vergrößert. Der Führerstand der R-3.3-Wagen unterscheidet sich von dem der R 2.2 nur durch den nicht mehr vorhandenen Zahltisch. Die Fahrerkabine wurde jedoch weiter vom Fahrgastraum abgeschirmt und erhielt eine eigene Klimaanlage. Da die MVG mit dem Design von Adtranz nicht zufrieden war, beteiligte sich Alexander Neumeister am Design der Züge. Alle seine Vorschläge konnten allerdings aufgrund fehlender finanzieller Mittel nicht verwirklicht werden, sodass das Design der Front und des Hecks nach dem Vorschlag des Herstellers Adtranz kantig ausgeführt wurde. Die Farbgebung entspricht der der U-Bahn-Fahrzeuge des Typs C, Designer-Blau und Weiß-Aluminium.

## Fahrzeuge
Zur Ansicht der Tabellen rechts auf [Ausklappen] drücken.

### Typ R 1.1
| Nummer | Lieferung     | Inbetriebnahme | Abstellung    | Ausmusterung  | Anmerkungen |
| ------ | ------------- | -------------- | ------------- | ------------- | --- |
| 2701   | 29. Nov. 1990 | 3. Juni 1991   | 4. März 1997  | 4. März 1997  | am 12. April 1999 Rückgabe an den Hersteller; ab September 1999 Wagen 22 der Straßenbahn Norrköping, 2015 abgestellt      |
| 2702   | 21. März 1991 | 3. Okt. 1991   | 27. Feb. 1997 | 27. Feb. 1997 | am 12. April 1999 Rückgabe an den Hersteller; ab August 1999 Wagen 23 der Straßenbahn Norrköping, 2015 abgestellt         |
| 2703   | 1. Juli 1991  | 15. Dez. 1991  | 27. Feb. 1997 | 27. Feb. 1997 | im Mai 1997 Rückgabe an den Hersteller; ab Mai 2001 Wagen 24 der Straßenbahn Norrköping; seit 2012 dort Ersatzteilspender |

### Typ R 2.2
| Nummer | Lieferung     | Inbetriebnahme | Umbau („Redesign“) | Ausmusterung  | Anmerkungen |
| ------ | ------------- | -------------- | ------------------ | ------------- | --- |
| 2101   | 8. Okt. 1994  | 19. Dez. 1994  | –                  | 21.02.2025    | ohne Dachreklame |
| 2102   | 19. Okt. 1994 | 21. Dez. 1994  | –                  | 31.07.2024    | ohne Dachreklame |
| 2103   | 24. Okt. 1994 | 24. Dez. 1994  | –                  | -             | ohne Dachreklame |
| 2104   | 29. Nov. 1994 | 26. Dez. 1994  | –                  | –             | ohne Dachreklame |
| 2105   | 7. Dez. 1994  | 27. Feb. 1995  | –                  | 21.01.2025    | ohne Dachreklame |
| 2106   | 29. Dez. 1994 | 11. Feb. 1995  | –                  | –             | ohne Dachreklame |
| 2107   | 27. Dez. 1994 | 11. Feb. 1995  | –                  | –             | ohne Dachreklame |
| 2108   | 17. Feb. 1995 | 11. Apr. 1995  | –                  | 04.03.2025    | ohne Dachreklame |
| 2109   | 24. Feb. 1995 | 8. Apr. 1995   | –                  | 21.07.2025    | ohne Dachreklame |
| 2110   | 24. Feb. 1995 | 26. Apr. 1995  | –                  | –             | ohne Dachreklame |
| 2111   | 4. Apr. 1995  | 5. Mai 1995    | –                  | 21.04.2025    | |
| 2112   | 12. Apr. 1995 | 6. Mai 1995    | –                  | –             | |
| 2113   | 21. Apr. 1995 | 3. Juni 1995   | –                  | 22.09.2024    | |
| 2114   | 28. Apr. 1995 | 20. Mai 1995   | 2015–2016          | –             | |
| 2115   | 3. Mai 1995   | 28. Mai 1995   | 2016               | –             | |
| 2116   | 12. Mai 1995  | 5. Juni 1995   | 2016               | –             | |
| 2117   | 19. Mai 1995  | 10. Juni 1995  | 2016               | –             | 55. und vorerst letzter Redesign-Wagen |
| 2118   | 1. Juni 1995  | 9. Juli 1995   | 2016               | –             | |
| 2119   | 1. Juni 1995  | 9. Juli 1995   | 2013               | –             | |
| 2120   | 22. Juni 1995 | 18. Juli 1995  | 2013               | –             | |
| 2121   | 30. Juni 1995 | 22. Aug. 1995  | 2009–2010          | –             | 2010–2011 abgestellt |
| 2122   | 25. Juli 1995 | 24. Aug. 1995  | –                  | 17. Jan. 2003 | ausgemustert wegen Unfall in Grünwald |
| 2123   | 8. Aug. 1995  | 8. Sep. 1995   | 2012               | –             | |
| 2124   | 18. Aug. 1995 | 9. Sep. 1995   | 2010               | –             | 2010–2011 abgestellt |
| 2125   | 1. Sep. 1995  | 17. Sep. 1995  | 2010               | –             | 2010–2011 abgestellt |
| 2126   | 7. Sep. 1995  | 29. Sep. 1995  | 2012               | –             | |
| 2127   | 21. Sep. 1995 | 9. Nov. 1995   | 2012               | –             | bis zum Umbau als Versuchswagen genutzt, deshalb geänderte Innenausstattung                                                               |
| 2128   | 10. Okt. 1995 | 20. Nov. 1995  | 2011               | –             | |
| 2129   | 16. Nov. 1995 | 17. Dez. 1995  | 2011               | –             | |
| 2130   | 15. Dez. 1995 | 7. Jan. 1996   | 2012               | –             | |
| 2131   | 28. Dez. 1995 | 27. Jan. 1996  | 2012               | –             | |
| 2132   | 23. Jan. 1996 | 17. Feb. 1996  | 2011               | –             | |
| 2133   | 30. Jan. 1996 | 20. Feb. 1996  | 2011               | –             | |
| 2134   | 6. Feb. 1996  | 11. März 1996  | 2012               | –             | |
| 2135   | 27. März 1996 | 26. Apr. 1996  | 2012               | –             | |
| 2136   | 20. März 1996 | 26. Apr. 1996  | 2012               | –             | |
| 2137   | 4. Apr. 1996  | 27. Apr. 1996  | 2012               | –             | |
| 2138   | 30. Apr. 1996 | 24. Mai 1996   | 2012               | –             | |
| 2139   | 15. Mai 1996  | 5. Juni 1996   | 2012               | –             | |
| 2140   | 14. Juni 1996 | 12. Juli 1996  | 2012               | –             | |
| 2141   | 2. Juli 1996  | 18. Juli 1996  | –                  | 14. März 2006 | ausgemustert wegen Unfall an der Westendstraße; einzelne Fragmente noch in der Hauptwerkstatt vorhanden; Ersatzteilspender für Norrköping |
| 2142   | 16. Juli 1996 | 3. Aug. 1996   | 2013               | –             | |
| 2143   | 1. Aug. 1996  | 25. Aug. 1996  | 2013               | –             | |
| 2144   | 14. Aug. 1996 | 1. Sep. 1996   | 2012               | –             | |
| 2145   | 23. Aug. 1996 | 8. Sep. 1996   | 2012               | –             | |
| 2146   | 30. Aug. 1996 | 23. Sep. 1996  | 2013               | –             | |
| 2147   | 10. Sep. 1996 | 28. Sep. 1996  | 2012               | –             | |
| 2148   | 17. Sep. 1996 | 4. Okt. 1996   | 2013               | –             | |
| 2149   | 1. Okt. 1996  | 25. Okt. 1996  | 2012               | –             | |
| 2150   | 11. Okt. 1996 | 2. Nov. 1996   | 2012               | –             | |
| 2151   | 18. Okt. 1996 | 14. Nov. 1996  | 2012               | –             | |
| 2152   | 25. Okt. 1996 | 17. Nov. 1996  | 2013               | –             | |
| 2153   | 5. Nov. 1996  | 22. Nov. 1996  | 2013               | –             | |
| 2154   | 14. Nov. 1996 | 30. Nov. 1996  | 2013               | –             | |
| 2155   | 19. Nov. 1996 | 1. Dez. 1996   | 2013               | –             | |
| 2156   | 26. Nov. 1996 | 8. Dez. 1996   | 2013               | –             | |
| 2157   | 4. Dez. 1996  | 18. Dez. 1996  | 2013               | –             | |
| 2158   | 11. Dez. 1996 | 22. Dez. 1996  | 2013               | –             | |
| 2159   | 18. Dez. 1996 | 23. Jan. 1997  | 2012               | –             | |
| 2160   | 14. Jan. 1997 | 1. Feb. 1997   | 2013               | –             | |
| 2161   | 24. Jan. 1997 | 9. Feb. 1997   | 2013               | –             | |
| 2162   | 14. Feb. 1997 | 28. Feb. 1997  | 2013               | –             | |
| 2163   | 21. Feb. 1997 | 2. März 1997   | 2013               | –             | |
| 2164   | 28. Feb. 1997 | 2. Mai 1997    | 2013               | –             | |
| 2165   | 14. März 1997 | 25. Apr. 1997  | 2013               | –             | |
| 2166   | 2. Apr. 1997  | 24. Mai 1997   | 2013               | –             | |
| 2167   | 25. Apr. 1997 | 24. Mai 1997   | 2013               | –             | 50. Redesign-Wagen |
| 2168   | 6. Mai 1997   | 7. Juni 1997   | 2013               | –             | |
| 2169   | 23. Mai 1997  | 20. Juni 1997  | 2013               | –             | |
| 2170   | 13. Juni 1997 | 2. Juli 1997   | 2015–2016          | –             | 2015 Unfall in der Gabelsbergerstraße, 2015–2016 Reparatur, Umbau und Modernisierung                                                      |

### Typ R 3.3
| Nummer | Lieferung     | Inbetriebnahme | Anmerkungen                             |
| ------ | ------------- | -------------- | --------------------------------------- |
| 2201   | 10. Dez. 1999 | 14. Feb. 2000  | im Juni 2005 für Testfahrten in Potsdam |
| 2202   | 4. März 2000  | 6. Mai 2000    |                                         |
| 2203   | 28. Apr. 2000 | 24. Mai 2000   |                                         |
| 2204   | 30. Mai 2000  | 30. Juni 2000  |                                         |
| 2205   | 3. Aug. 2000  | 2. Sep. 2000   |                                         |
| 2206   | 31. Aug. 2000 | 6. Okt. 2000   |                                         |
| 2207   | 21. Sep. 2000 | 26. Okt. 2000  |                                         |
| 2208   | 7. Nov. 2000  | 22. Nov. 2000  |                                         |
| 2209   | 21. Nov. 2000 | 11. Dez. 2000  |                                         |
| 2210   | 15. Dez. 2000 | 23. Dez. 2000  |                                         |
| 2211   | 26. Jan. 2001 | 15. Feb. 2001  |                                         |
| 2212   | 16. März 2001 | 31. März 2001  |                                         |
| 2213   | 12. Apr. 2001 | 28. Apr. 2001  |                                         |
| 2214   | 3. Mai 2001   | 19. Mai 2001   |                                         |
| 2215   | 23. Mai 2001  | 9. Juni 2001   |                                         |
| 2216   | 3. Juli 2001  | 25. Juli 2001  | vorübergehend Abgestellt                |
| 2217   | 20. Juli 2001 | 16. Aug. 2001  |                                         |
| 2218   | 9. Aug. 2001  | 1. Sep. 2001   |                                         |
| 2219   | 11. Sep. 2001 | 29. Sep. 2001  |                                         |
| 2220   | 26. Sep. 2001 | 30. Nov. 2001  |                                         |